# Piotr Steinkeller

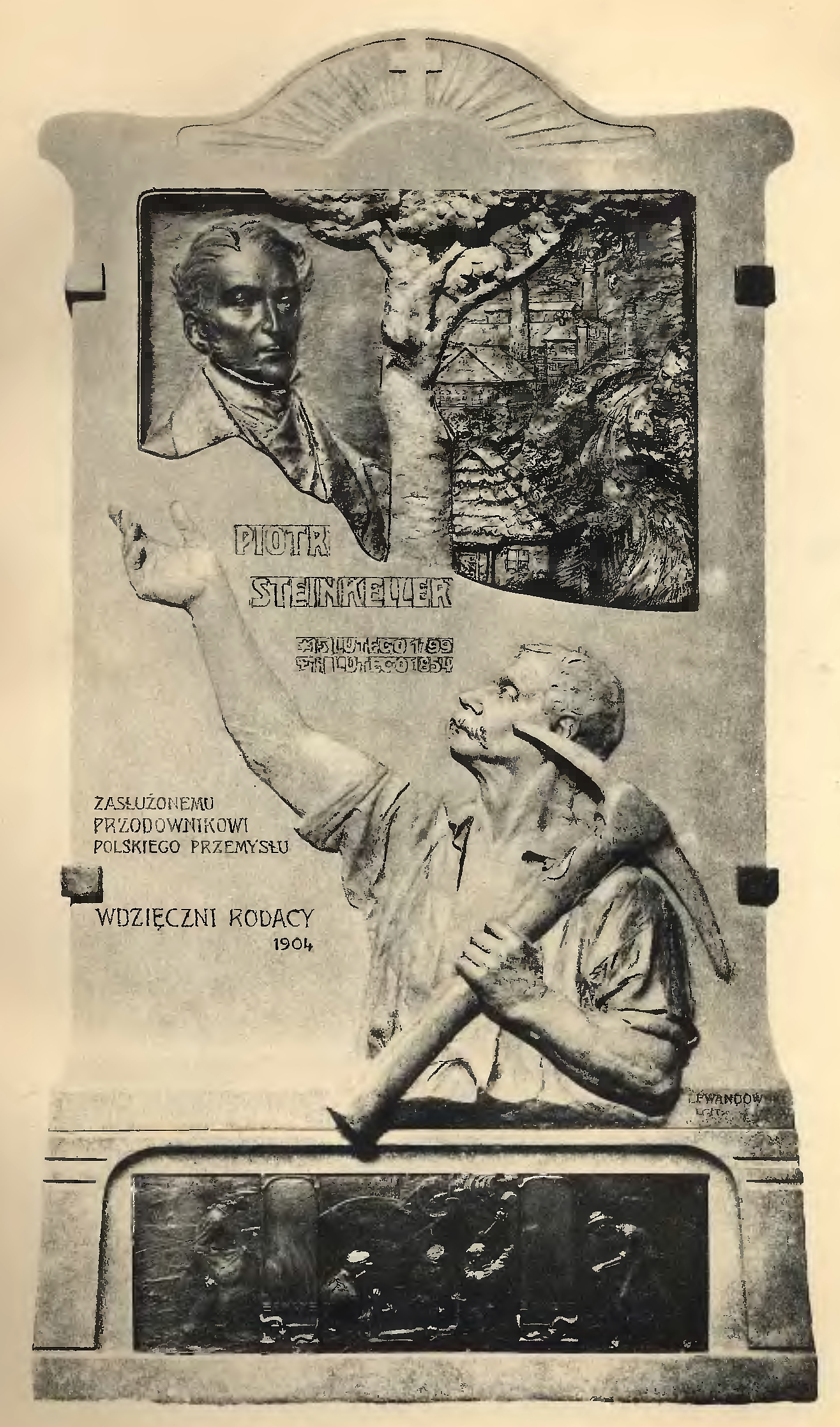
Tablica pamiątkowa w warszawskim kościele św. Piotra i Pawła

Piotr Antoni Steinkeller (ur. 15 lutego 1799 w Krakowie, zm. 11 lutego 1854 tamże) – przedsiębiorca i bankier, pionier polskiego przemysłu.

## Życiorys

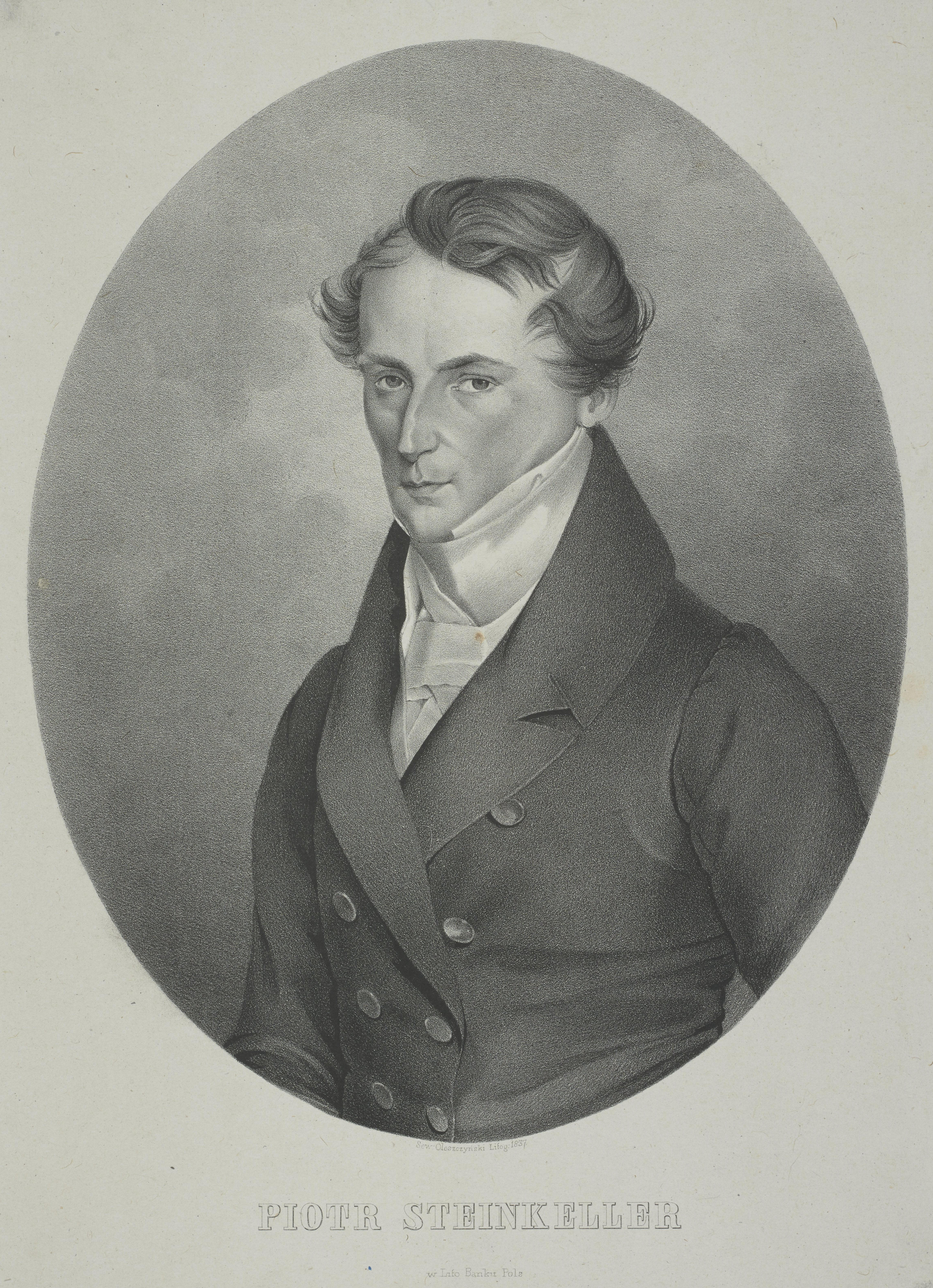
Piotr Steinkeller na litografii Seweryna Oleszczyńskiego (1837)

Był synem Piotra Steinkellera i Józefiny z domu Frey; rodzina pochodziła ze szlachty pomorskiej, która w czasie reformacji emigrowała jako katolicy do Tyrolu, a potem do Wiednia. W połowie XVIII wieku przybył do Krakowa dziadek Piotra i założył hurtowy handel towarów kolonialnych. Interes rodzinny kontynuował ojciec Piotra, również Piotr, który zmarł w 1813 pozostawiając żonę z pięciorgiem dzieci. Piotr Antoni wyjechał wówczas do Wiednia, gdzie odbył studia handlowe i praktykę bankową. Powrócił do Krakowa w 1818 i przejął kierownictwo rodzinnego przedsiębiorstwa.
Od początku wykazywał rozmach i inwencję. Rozpoczął od inwestycji na terenie Rzeczypospolitej Krakowskiej. W 1822 zakupił nadanie górnicze pod Jaworznem, gdzie wybudował kopalnię węgla kamiennego i cynkownię którą nazwał na cześć matki Józefiny. Zapewnił sobie dostawy rud galmanowych z pobliskich odkrywek na Długoszynie, wydzierżawił tereny z pokładami tych rud w Byczynie. Stworzył zakład produkcji cynku z zapleczem surowcowym, zatrudniający ok. 80 osób. Wprowadził innowacje socjalne w odniesieniu do pracowników: podpisywał z nimi umowy o pracę (określające prawa i obowiązki obu ich stron) oraz zapewniał mieszkania dla pracowników. W tym celu założył osiedle dla załogi swego przedsiębiorstwa – to był początek Niedzielisk – dzisiejszej dzielnicy Jaworzna. Był inicjatorem budowy szpitala górniczego w Jaworznie oraz kupował wyposażenie niezbędne do organizacji pierwszej w okolicy przemysłowej straży pożarnej.
W 1825 Steinkeller zadecydował o sprzedaży firmy na Niedzieliskach i przeniósł się do Warszawy, gdzie osiadł na stałe. Tam podjął działalność gospodarczą, dał się poznać jako pionier w wielu dziedzinach gospodarki. Otworzył duży dom handlowy, importował sól z Anglii, inwestował w kopalnie i huty w Dąbrowie Górniczej, które zapoczątkowały rozwój Zagłębia Dąbrowskiego, wybudował cegielnię w Pomiechówku, kupił i unowocześnił młyn parowy na Solcu w Warszawie. Zajął się górnictwem i hutnictwem cynku: dzierżawił rządowe kopalnie huty cynku w Królestwie Kongresowym, kupował również cynk z produkcji Rzeczypospolitej Krakowskiej, a pod Londynem wybudował walcownię blachy cynkowej i prowadził międzynarodowy handel w tym zakresie.
W 1838 otworzył sieć kurierską obejmującą ważniejsze trakty Kongresówki i okolic (obsługiwaną przy pomocy dyliżansów produkowanych przez niego na Solcu, zwanych od jego nazwiska „steinkellerkami”, uzupełnianą różnymi przedsięwzięciami w zakresie żeglugi rzecznej), stanowiącą źródło jego dochodów. Dzięki jego staraniom na Nowym Świecie w Warszawie pojawił się drewniany bruk. Posiadał również majątek ziemski koło Częstochowy, tzw. dominium żareckie (obejmujące oprócz miasta Żarki, także miejscowości: Jaroszów, Zawadę, Leśniów, Przewodziszowice, Jaworznik, Cisówkę, Myszków, Nową Wieś i Warciannę), gdzie wprowadził nowoczesne metody uprawy i hodowli, założył tam zakład produkcji maszyn rolniczych.
Prowadził działalność na rynku finansowym: był m.in. radcą Banku Polskiego i starszym warszawskiej giełdy. Siedziba jego spółki znalazła się w Pałacu Mniszchów, wyremontowanym dla warszawskiej Resursy Kupieckiej, w której Steinkeller działał.
Był jednym z pomysłodawców i pierwotnych akcjonariuszy  kolei warszawsko-wiedeńskiej, w 1838 zainicjował powstanie Towarzystwa Drogi Żelaznej Warszawsko-Wiedeńskiej. W trakcie realizacji tej inwestycji zbankrutował jeden z udziałowców, austriacka spółka „Steineret Campanie” w Wiedniu, a Towarzystwo popadło w długi i nie otrzymało pomocy rządu carskiego. W konsekwencji w maju 1842 zbankrutowało także Towarzystwo Drogi Żelaznej Warszawsko-Wiedeńskiej. Kolej dokończono już bez udziału Steinkellera (akcje Towarzystwa wykupił Bank Pożyczkowy Cesarstwa Rosyjskiego).
Porażką zakończyły się także jego inne inicjatywy. Nawet sprowadzani z zagranicy specjaliści nie rozwiązali trudności przy odwadnianiu kopalń ołowiu w Olkuszu czy przy produkcji maszyn rolniczych. Sytuacja finansowa Steinkellera ostatecznie pogorszyła się pod koniec lat 40. XIX w. Rosnące zadłużenie w Banku Polskim oraz pożar kompleksu na Solcu doprowadziły do tego, że w 1849 ogłoszone zostało jego bankructwo i cały jego majątek w Kongresówce został przejęty przez Bank Polski. Steinkeller wrócił do Krakowa (posiadał wciąż m.in. cegielnię i fabrykę dachówek w podkrakowskim Podgórzu), a wkrótce potem zmarł na atak serca.
Wśród współczesnych cieszył się uznaniem i autorytetem, a szczególnie ceniono w nim …obok niesłychanej energii, olbrzymiej przedsiębiorczości przemysłowej, ten właśnie zmysł solidnego i szlachetnego traktowania przemysłu; nie jako spekulacji, nie rabunkowe lecz organiczne z ogólną korzyścią kraju. W 1839 został odznaczony orderem św. Stanisława III klasy, a w 1842 orderem św. Anny III klasy. W pięćdziesiątą rocznicę jego śmierci poświęcono mu tablicę pamiątkową w warszawskim kościele św. Piotra i Pawła z napisem Zasłużonemu przodownikowi polskiego przemysłu, wdzięczni rodacy.
Steinkeller był dwukrotnie żonaty, z Anielą Anthonin, a następnie Marią Lemańską. Z pierwszego małżeństwa pochodzili synowie – Józef, Alfred, Aleksander i Edward oraz jedyna córka Paulina. Z drugiego związku urodził się syn Henryk Artur. Siostrzeńcem Steinkellera był Józef Hauke-Bosak.

## Literatura
- Archiwum Państwowe w Krakowie, Zespół  Wolnego Miasta Krakowa – Akta senatu, wydziału dochodów publicznych, akta górnicze.
- Piotr Steinkeller, w: Polski Słownik Biograficzny, t. XLIII/3, s. 336-342.
- Ryszard Kołodziejczyk, Piotr Steinkeller kupiec i przemysłowiec  1799-1854, Warszawa, 1963.
- Ryszard Kołodziejczyk, Bohaterowie nieromantyczni, Warszawa, 1961.
- Maria Leś-Runicka, Piotr Steinkeller – założyciel osiedla Niedzieliska, „Zeszyty historyczne miasta Jaworzna”, grudzień 1999 nr 1/1, s. 21-23.
- Henryk Radziszewski, Jan Kindelski, Piotr Steinkeller – dwie monografie, Warszawa, 1905. wersja elektroniczna
- Stanisław Dziewulski, P.A. Steinkeller w 50-tą rocznicę śmierci, „Ekonomista”, 1904, s. 104 i nast.
- Andrzej Kuśnierczyk, Bankructwo Steinkellera, w: „Korzenie”, nr 53.
- L. Jenike, Piotr Steinkeller, „Tygodnik Ilustrowany”, 1859, nr 7 (wersja elektroniczna).
- Piotr Hapanowicz, Pierwszy oligarcha. Piotr Antoni Steinkeller (1799-1854), „Kraków”, 2008, nr 2-3 (wersja elektroniczna).